# Dicaeum erythrothorax
A Dicaeum erythrothorax a madarak osztályának verébalakúak (Passeriformes) rendjébe és a virágjárófélék (Dicaeidae) családjába tartozó faj.

## Rendszerezése
A fajt René Primevère Lesson francia orvos és ornitológus írta le 1828-ban.

## Előfordulása
Közigazgatásilag Indonéziához tartozó, Maluku-szigetek egyik szigetén, Burun honos. Természetes élőhelyei a szubtrópusi és trópusi síkvidéki esőerdők és cserjések, folyók és patakok környékén. Állandó, nem vonuló faj.

## Megjelenése
Testhossza 9 centiméter.

## Életmódja
Az étrendje valószínűleg tartalmaz gyümölcsöt, esetleg nektárt és fagyöngyök pollenjét is.

## Természetvédelmi helyzete
Az elterjedési területe kicsi, egyedszáma viszont stabil. A Természetvédelmi Világszövetség Vörös listáján nem fenyegetett fajként szerepel.